# در بازار برده‌فروشی
«در بازار برده فروشی» (انگلیسی: Am Sklavenmarkt) فیلمی اتریشی در سبک پورنوگرافی است که در سال ۱۹۰۶ منتشر شد.